# Kostel Očišťování Panny Marie (Dub nad Moravou)
Monumentální barokní kostel Očišťování Panny Marie v Dubu nad Moravou na Olomoucku pochází z 1. poloviny 18. století. Jeho stavbu řídil brněnský stavitel František Benedikt Klíčník. Když v roce 1755 zemřel, dokončil ji Jiří Klíčník.
Kostel je chráněn jako kulturní památka České republiky.

## Historie

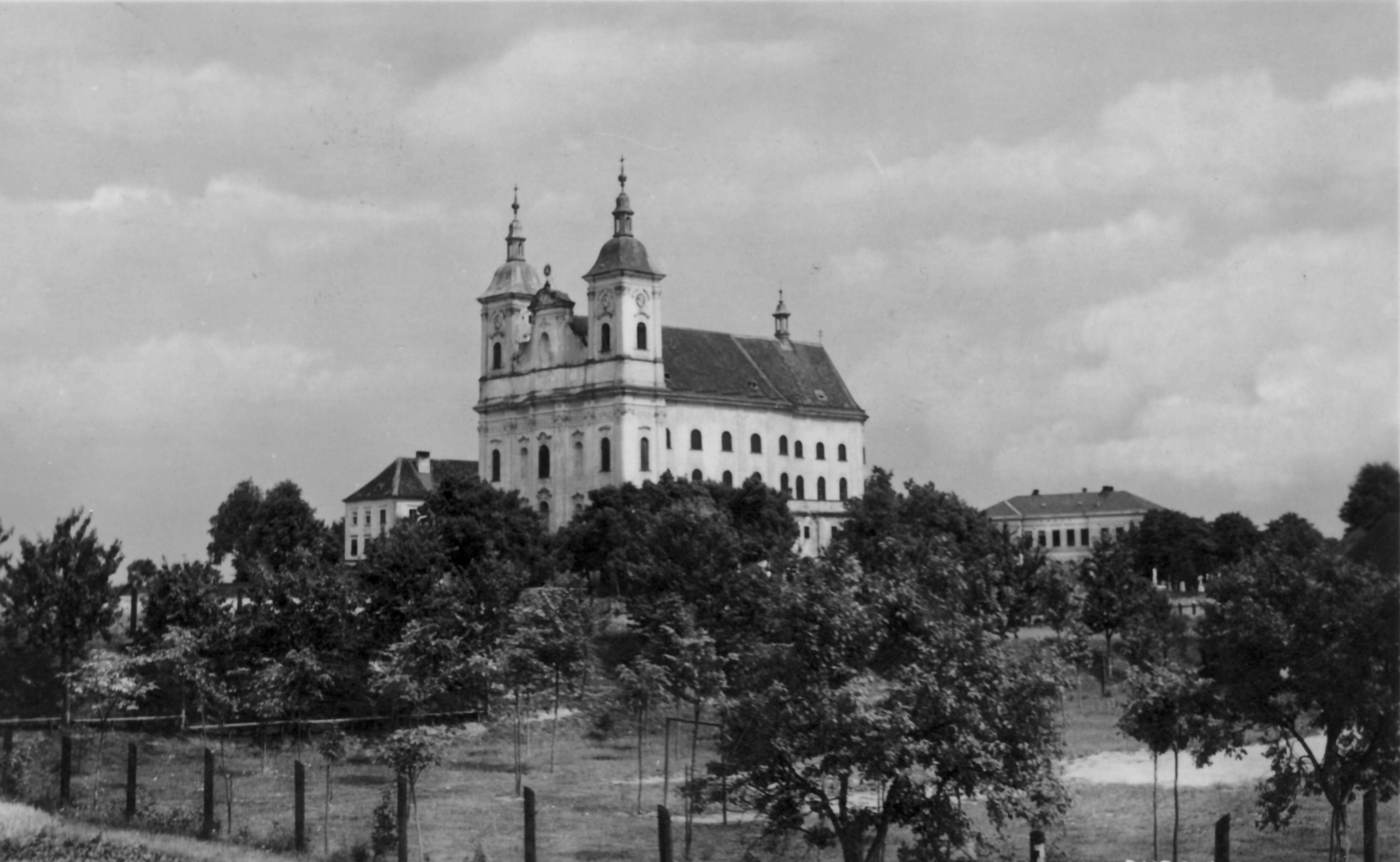
Kostel a jeho okolí před rokem 1930

Dobu vzniku prvního kostela, který v Dubu stával, nelze přesně stanovit. Jistě se zde však nacházel už před rokem 1297, neboť tehdy se o něm již zmiňuje papež Bonifác VIII. Kolem roku 1470 byl na místě původního kostela vystavěn nový, o sto let později získal věž a zřejmě byl částečně přestavěn. K poctě Všech svatých byl kostel vysvěcen roku 1576.
V roce 1727 se do kostela dostal dřevoryt lidového umělce – tzv. černá byzantská Madona s žehnajícím děťátkem a zářícím sluncem i měsícem. Traduje se, že mnoha lidem přinesla uzdravení, což je zaneseno i v protokolech komise sestavené olomouckých biskupem. Zprávy o zázračných uzdraveních přitahovaly do Dubu mnoho poutníků, což vedlo k výstavbě nového chrámu.

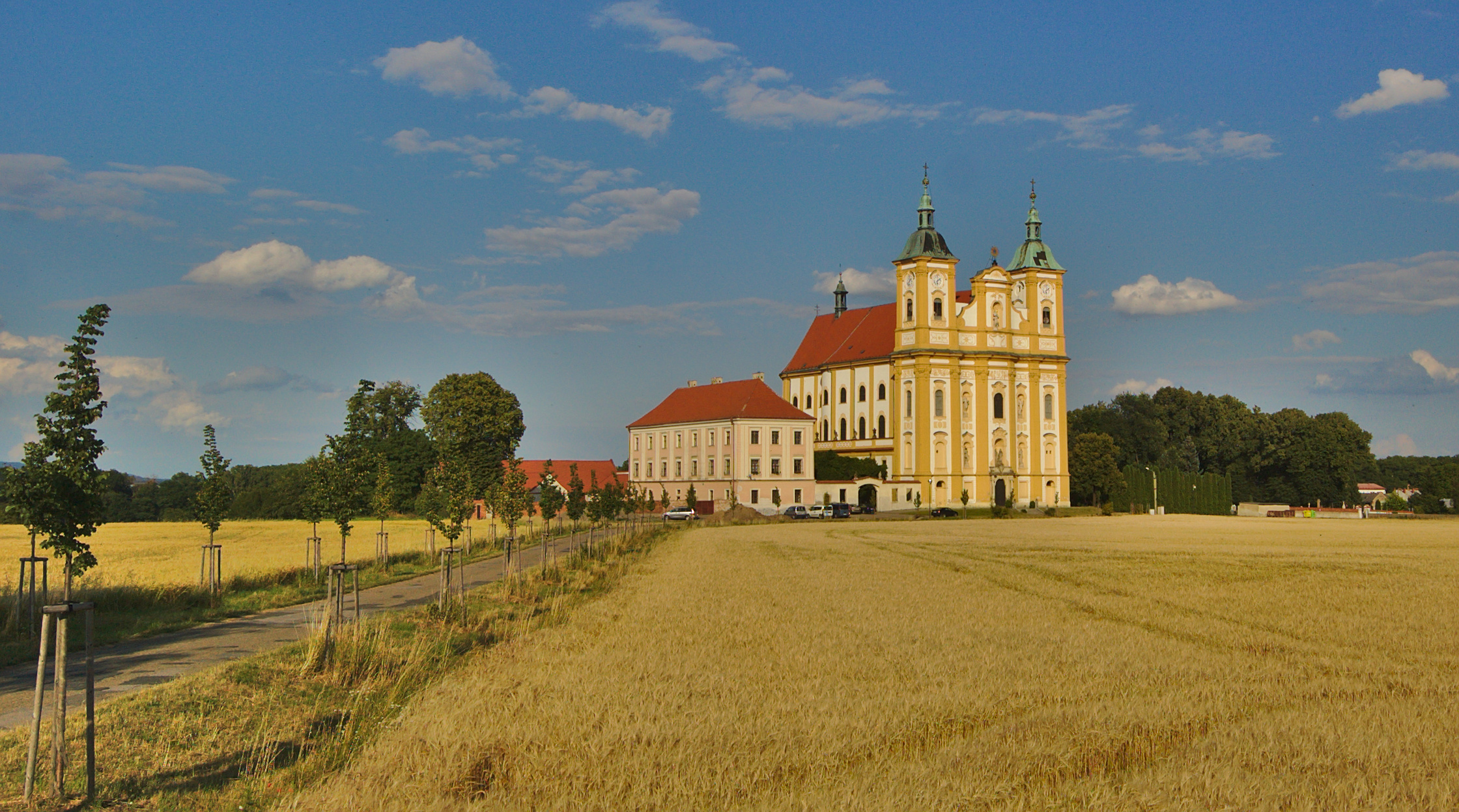
Dnešní podoba kostela s farou

Stavba proběhla podle návrhu Pavla Malnovského ze Slavkova, nejprve ji vedl František Benedikt Klíčník, poté Jiří Klíčník. V roce 1756 poutní chrám vysvětil děkan Augustin Klíčník.
Roku 1853 se v kostele zřítila klenba, opravena byla během sedmi let. V roce 1861 byl kostel povýšen na proboštský.

### Varhany
Varhany z 18. století pocházejí od významného brněnského varhanáře Jana Výmoly, patří k několika málo dochovaným barokním nástrojům.